# Gregers Wad
Gregers Wad (født 18. juni 1755 i Viborg, død 25. marts 1832 i København) var en dansk mineralog og zoolog.
G. Wad fødtes i Viborg, hvor hans fader var handskemager. Dimitteret 1773 fra sin fødebys latinskole kom han til Københavns Universitet for at studere teologi, men allerede efter anden eksamen forlod han dette, vistnok på grund af trang, og tog plads som huslærer, i det han samtidig studerede filologi. 
Efter nogle års forløb kom han som lærer for et par unge mennesker i huset hos professor Børge Riisbrigh, hvor han fik adgang til dennes bibliotek; hans lyst til naturhistorien vaktes herigennem, og Morten Thrane Brünnich tog sig varmt af hans videre uddannelse heri. Endnu stod han dog vaklende imellem filologien og naturhistorien; anledningen til, at han valgte den sidste, var den, at han i 1791-92 kom til at foretage en rejse med sin ældste elev, først til Norge og Sverige, derefter over Göttingen og Wien gennem Schweiz til Italien, af hvilken rejse han høstede rigt naturhistorisk udbytte.
Efter sin hjemkomst var han knyttet til universitetets Naturalteater, der i de år, efter at Brünnich i 1789 var blevet forflyttet til Norge, stod uden nogen egentlig ledelse eller tilsyn; naturhistoriens lod ved universitetet var i det hele taget ikke god den gang; med Brünnichs forflyttelse ophørte forelæsningerne i mineralogi og zoologi, og de optoges først på ny, da Wad 1795 ansattes som ekstraordinær professor i disse fag. 
1803 udnævntes han til ordinær professor i samme fag og docerede vedvarende begge, indtil der 1810 udnævntes en særlig lærer i zoologi; dette var sikkert kærkomment for Wad, hvis uddannelse i denne retning kun var ringe; hans arbejder heri indskrænker sig således hovedsagelig til oversættelser, særlig af Georges Cuvier. Hans hovedinteresse var knyttet til mineralogien og geologien, i hvilke han følte sig stærkt tiltrukken af Abraham Gottlob Werner, til hvem han støttede sig i sine forelæsninger, og som han indførte i litteraturen gennem: Tabulae synopticae terminorum systematis oryctognostici Werneriani, latine, dan. et german. editae (1798). Fra Wads Haand foreligger desuden flere mindre mineralogiske afhandlinger; men hans hovedbetydning ligger i hans virksomhed som museumsmand, hvor han kom i det sjældne tilfælde samtidig at være bestyrer af 3 forskellige Samlinger. Som Universitetsprofessor havde han bestyrelsen af Naturalteatret, indtil 1810 så vel den mineralogiske som den zoologiske Samling, hvilken sidste i det nævnte år overgik til den nye professor zoologiæ; oprindelig mindre betydelige modtog de under Wad store gaver fra grev Frederik Ludvig Moltke, med hvem Wad stadig var i nær forbindelse. 
Med de til det kongelige museum for naturvidenskaberne i 1802 erhvervede store samlinger, der opbevaredes på Rosenborg, havde Wad allerede tilsynet, da det naturhistoriske Selskabs samlinger i 1805 overgik til museet; overopsynet med disse, som vedvarende blev i de gamle lokaler på Østergade, tilfaldt ligeledes Wad, der således fik samtlige de mineralogiske og zoologiske samlinger underlagt sig. 
Wads betydelige virksomhed herved har for efterverdenen sat sig spor i et stort og omhyggeligt katalogiseringsarbejde af de mineralogiske samlinger. Ved omordningen i 1829 af det kongelige museums forhold blev Wad meddirektør. 
Wad blev 1800 medlem af Videnskabernes Selskab, senere tillige af flere udenlandske; 1814 blev han virkelig etatsråd, året efter Ridder af Dannebrog, 1821-22 var han universitetets rektor, og hans kærlighed til hans ungdomsvidenskab filologien sporedes i hans almindelig beundrede latinske taler. Wad, der til sin død varetog sine embeder, om end i de sidste år noget åndelig svækket, døde 1832.
Han havde 1802 ægtet Nicoline Christiane Brünnich (født 6. marts 1779), en datter af hans gamle lærer, oberberghauptmand Morten Thrane Brünnich; hun overlevede ham nogle år.
Han er begravet på Assistens Kirkegård. Der findes et maleri af Hans Hansen (Frederiksborgmuseet, deponeret i Mineralogisk Museum).